# Wielkopolskie Towarzystwo Genealogiczne „Gniazdo”
Wielkopolskie Towarzystwo Genealogiczne „Gniazdo” – stowarzyszenie z siedzibą w Gnieźnie działające od 28 października 2006.

## Zarząd stowarzyszenia
Zarząd: Wojciech Jędraszewski - prezes, Barbara Cywińska - sekretarz, Ewa Rembikowska -skarbnik, Paweł Hałuszczak, Joanna Lubierska-Lewandowska i Dariusz Stolarski. Komisja Rewizyjna: Jarosław Bernatowicz - przewodniczący, Jerzy Osypiuk, Jacek Piętka
Sekcje Tematyczne: wydawnicza: Dobrosława Gucia, Joanna Lubierska-Lewandowska, turystyki genealogicznej: Andrzej Siwiński, Wojciech Derwich, edukacyjna z Barbarą Cywińską kierującą zespołem, sekcja digitalizacji z przewodniczącym Wojciechem Jędraszewskim

## Działalność stowarzyszenia
Członkowie i sympatycy zajmują się między innymi:
- indeksacją małżeństw katolickich i ewangelickich w Wielkopolsce za lata 1800-1899[3],
- indeksacją akt zamieszczonych na portalu szukajwarchiwach.pl[4].
- indeksacją duchowieństwa wielkopolskiego z XVIII – XX wieku wraz z wykonaniem dokumentacji fotograficznej miejsc pochowku[5],
- indeksacją zmarłych pochowanych na cmentarzu przy ul. Samotnej w Poznaniu[6].
- indeksacją odznaczonych Wielkopolskim Krzyżem Powstańczym[7]
- indeksacją powstańców w ramach projektu „Uczestnicy Powstania Wielkopolskiego”[8][9]
- opracowaniem lokalizacji miejscowości w Wielkopolsce w oparciu o przynależność terytorialną, gminną i parafialną[10],
- Z okazji przypadającej w 2018 roku 100 rocznicy wybuchu powstania wielkopolskiego WTG „Gniazdo” przygotowało internetowe zestawienie ok. 80 tys. uczestników powstania wielkopolskiego. "Złota Księga uczestników Powstania Wielkopolskiego 1918–1919" to kontynuacja i poszerzenie tamtego projektu[11].

WTG Gniazdo co roku przygotowuje ciekawe publikacje i książki dotyczące genealogii i historii. Wśród najważniejszych publikacji warto wymienić wydawany Rocznik WTG, który zawiera szereg  artykułów i opracowań.